# Skatepark

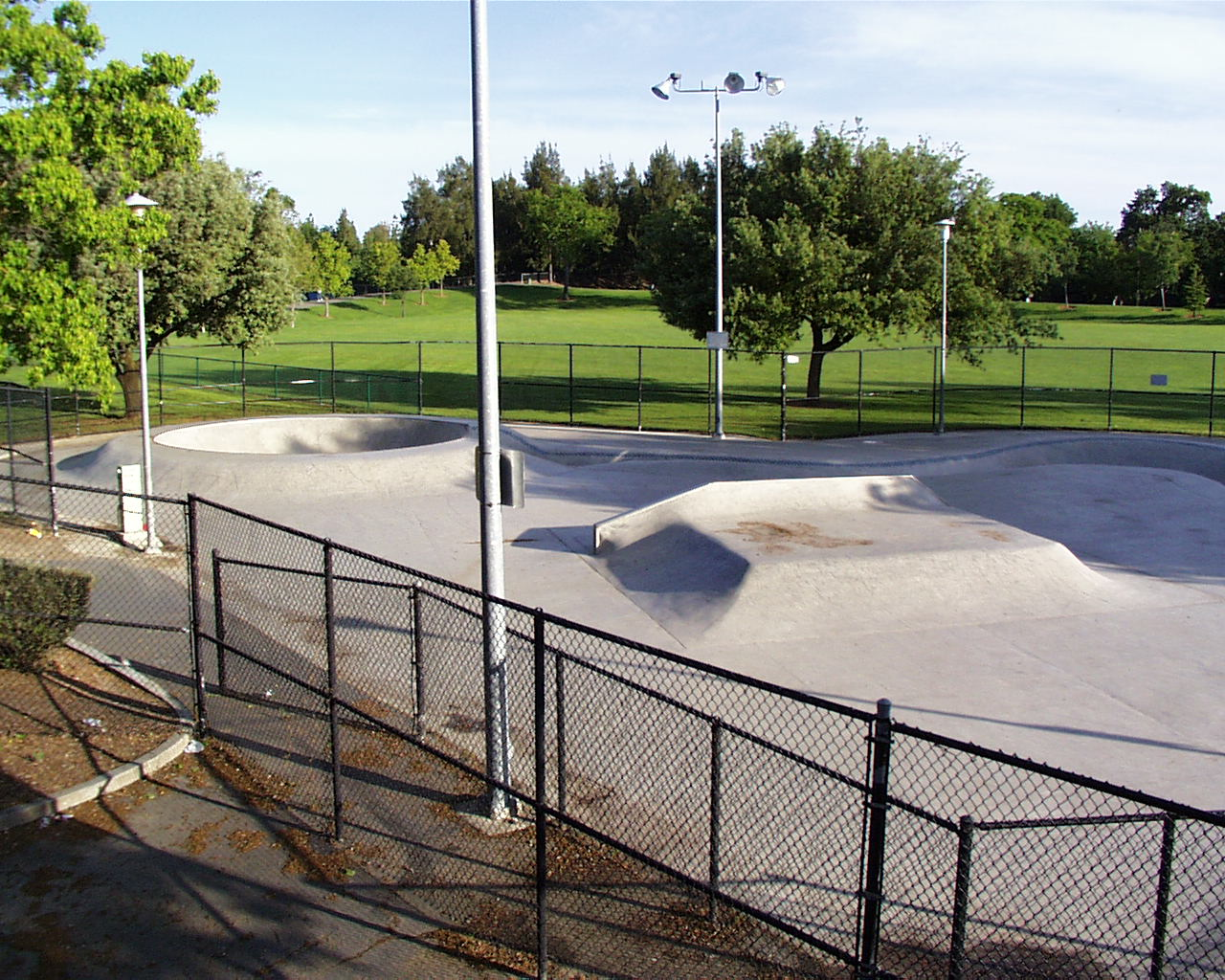
Skate park em Davis, Califórnia, U.S.A.

Skate park é um ambiente recreativo construído especialmente para a prática do Skate.
Podem conter half-pipes, corrimãos, caixotes, rampas de vert, pirâmides, piscinas, assim como vários outros tipos de obstáculos.
Os Skateparks foram criados exclusivamente para a prática de Skate, porém com o tempo, atletas de outros esportes como, BMX e patinadores, começaram a se utilizar desse espaço para suas práticas esportivas. A prática de Skate e BMX no mesmo skatepark foi proibida em alguns lugares, por causar problemas para a segurança dos atletas.
Existem skateparks públicos e privados, dos quais geralmente os públicos tem sua entrada gratuita e os privados cobram um taxa de entrada.
Skateparks de concreto, segundo um editor da revista Transworld Skateboarding, podem custar três vezes mais para construir do que skateparks com rampas e obstáculos de madeira, mas a longo prazo exigem reparações menores e menos manutenção..

## História dos Skateparks
O primeiro Skatepark do mundo foi construído em Carlsbad, Califórnia.  O Skatepark de Carlsbad foi projetado e construído pelos inventores Jack Graham e John O'Malley. Em razão do clima extremo da cidade, foi construído dentro de pavilhão. Poucos dos parques privados da década de 1970 permanecem, com a notável exceção de Kona Skatepark em Jacksonville, Flórida, Estados Unidos. Mas muitos parques públicos daquela época ainda podem ser encontrados em toda a Europa Ocidental, Austrália e Nova Zelândia.
Parques da segunda geração como Upland, Califórnia Pipeline, projetado por skatistas e cuidadosamente construído, sobreviveu até a década de 1980.
A desaceleração no mercado do skate em geral nos anos 1980 e os prémios de seguro de responsabilidade elevado contribuiu para o desaparecimento dos primeiros skateparks.
Skateparks Públicos tiveram um ressurgimento nos EUA, possibilitados pela legislação como a lei da Califórnia de 1998, afirmando que o skate é uma inerentemente uma "Atividade Recreativa perigosa" (HRA), e, portanto, os municípios e seus empregados não podem ser responsabilizados por reclamações de negligência que resultou nas lesões dos skatistas.
O maior skatepark do mundo está localizado em Portugal.
O Brasil possui algumas ótimas skateparks, como a clássica do Parque da Juventude em São Bernardo do Campo, e a novíssima Tatu Skatepark, no Parque Madureira, Rio de Janeiro. Mas a grande maioria tem sérios problemas de projeto e/ou conservação. Um dos exemplos mais absurdos é a pista que foi construída na cidade de Saltinho/SP.